# Rachel Winter
Rachel Winter, née Rachel Rothman, est une productrice de cinéma et de télévision américaine.

## Biographie
Rachel Rothman grandit à Los Angeles. Son premier poste important dans l'industrie cinématographique est vice-présidente chargée de la production dans la société de Cary Brokaw Avenue Pictures. Elle devient plus tard productrice indépendante. En 2015, elle fonde la société de production RainMaker Films avec Clay Pecorin, Russell Geyser et Chris Robert. Depuis mars 2015, elle travaille notamment avec A+E Studios sur la production de séries et de dramatiques télévisées.
Elle est mariée à Terence Winter, le créateur de la série Boardwalk Empire.

## Filmographie

### Cinéma
- 1994 : Silk Degrees de Armand Garabidian
- 1994 : Hong Kong 97 de Albert Pyun
- 1995 : L’Étreinte du vampire d’Anne Goursaud
- 1997 : Mon copain Buddy de Caroline Thompson
- 1998 : Road to Graceland de David Winkler
- 1998 : Bury Me in Kern County de Julien Nitzberg
- 1999 : Wayward Son (en) de Randall Harris
- 2006 : The Lather Effect de Sarah Kelly
- 2007 : Brooklyn Rules de Michael Corrente
- 2013 : Dallas Buyers Club de Jean-Marc Vallée
- 2015 : Stealing Cars de Bradley Kaplan

### Télévision
- 2006 : Rendez-moi mon fils ! (téléfilm) de Brian Trenchard-Smith

## Nominations
- Oscars du cinéma 2014 : Oscar du meilleur film pour Dallas Buyers Club[4]